# Il volto nascosto
Il volto nascosto è un romanzo di Giorgio Montefoschi, pubblicato per la prima volta nel 1991. Lo stesso anno, ha vinto il Premio Selezione Campiello.

## Trama
La vicenda si svolge a Roma, a partire dalla primavera del 1969. Il punto di vista è sempre quello di Ernesto Finzi.
Il giovane studente Ernesto Finzi va a trovare la ragazza che ama, Carla Paladino, nella sua casa in via Ruggero Bonghi. Egli si considera molto innamorato, ma nutre dubbi sui sentimenti di lei, tanto che, quando tra i due avvengono alcune separazioni dovute a una malattia, poiché il ragazzo è troppo insistente, Carla lo prega di rimanere lontano un certo tempo. La situazione fa soffrire Ernesto, ma non gli impedisce di accorgersi di un'altra ragazza, da poco trasferitasi vicino a casa sua (in via Pompeo Magno). Lei, Franca Piano, lo fa entrare nella sua camera, si fa raggiungere al mare, ha con lui le prime esperienze amorose complete.
Nel rapporto con Franca, Ernesto ha saputo sin dall'inizio che lei era un'amica di Carla; il giovane si immagina perciò che le due ragazze abbiano condiviso qualche confidenza, ma non arriva a saperlo. Benché Franca sia fisicamente quasi l'opposto di Carla (bruna con capelli molto ricci, mentre Carla è bionda e ha gli occhi chiari), Ernesto si trova sovente a rivedere che la figura del suo primo amore rispunta, anche in seguito ai più intensi momenti con Franca. E lei capisce quello che lui cova in sé: un giorno, mentre sono in casa di Ernesto, il telefono squilla secondo un codice che Franca conosce o riconosce: allora, dicendogli che Carla non gli vuole bene, se ne va per sempre. E immediatamente Ernesto si precipita da Carla.
Passano vari anni, Ernesto e Carla si sono sposati e hanno due figli, Chiara e Andrea. Carla lavora come restauratrice in un laboratorio, ma ha spesso a che fare con un gallerista, tale Mario Feliziani. Ernesto si è convinto che Carla abbia una relazione con quest'uomo e non fa che rodersi, incapace di dialogare con la moglie che rifiuta di dargli corda. Le difficoltà coniugali si attenuano ad un certo punto perché la madre di Carla, Aurelia, ha un infarto e rimane inferma. Carla si stabilisce temporaneamente nella sua casa natale per assistere l'ammalata e quando ritorna, dopo la morte di Aurelia, è ancor più chiusa nel dolore. Lei aveva già perduto il padre in modo non meno doloroso, è figlia unica (mentre Ernesto ha genitori e fratelli), deve chiudere con un passato felice. Ernesto però fraintende tutto e si mette in testa che la moglie abbia avuto un qualche rifiuto amoroso. Per giunta, si convince che, non avendolo lei mai amato, anche lui ora non la ama più.
Con la vendita della casa al mare e dell'appartamento di via Ruggero Bonghi, Carla acquista un terzo di una galleria di fronte a quella di Feliziani e ciò rinfocola i pensieri di Ernesto. Carla reagisce invitando il marito ad aiutarla, recandosi in galleria a sostituirla; questo dovrebbe rassicurare Ernesto, invece lo mette a contatto con Barbara, una donna che fa da segretaria e che fisicamente somiglia piuttosto a Carla, per l'aspetto biondo. Sposata e con un bimbo di sei anni, Barbara acconsente ad avere una relazione con Ernesto e i due si trovano quasi quotidianamente in una casetta che hanno preso. La relazione diventa molto importante per Ernesto, ma non per Barbara, che non gli fa mai sapere come vadano le cose tra lei e il marito. Dopo molto insistere per attuare una convivenza esplicita, Ernesto si decide di dire a Carla che vuole lasciare la casa coniugale e lo fa con il massimo sforzo: rimane sconvolto quando lei gli risponde che vada pure, che lo aspetterà sempre e lo perdona.
Ernesto passa quasi un anno separato da Carla, stabilito nella casa dove Barbara mai lo ha raggiunto, anzi non lo ha più voluto vedere. La salute dell'uomo declina per disturbi depressivi e un dolore dalla parte del cuore. Ha visto Carla alcune volte, nella loro casa e ha visto tanti segni che non ha saputo interpretare. Lei ha venduto la galleria e si dedica solo al laboratorio di restauro: si è più volte lamentata di avere la schiena a pezzi per la fatica. Ha mutato il taglio dei capelli, corti, è più minuta, le scarpe sembrano grandi, così la gonna. Persino, prima di allontanarsi, Ernesto ha creduto che lei non si fosse tolta il trucco prima di coricarsi. Per giunta non ha pensato di essere stato troppo ruvido in alcuni gesti verso la moglie e che non fossero vere le sue proteste di farle male. Ora torna a casa, pieno di nostalgia, preoccupato perché dovrà lasciare in otto giorni la casetta. Accolto da Carla in vestaglia e camicia da notte, pensa che si sia sporcata gli indumenti con il caffellatte.
Ma la cecità di Ernesto sta per finire: durante una passeggiata, mentre la aspetta, la vede non visto uscire da una palazzina con le vetrate verdi: un ospedale. Allora il cuore gli invia un segnale di dolore acutissimo: ha capito tutto e non ha il coraggio di parlare. Quando si trovano, egli afferma di avere avuto un presentimento sul loro futuro, che finisce, e Carla gli dà ragione. I due sono finalmente uniti nello spirito, come hanno sempre desiderato, le condizioni di entrambi li portano a condividere una stanza nella palazzina dalle vetrate verdi, dove, negli intervalli tra le terapie, possono dirsi quanto si sono amati e quanto si amano ancora. Finché un pomeriggio Carla viene trattenuta troppo a lungo per una terapia; Ernesto si sente nuovamente balzare il cuore nel petto e, con fatica, si sposta dal suo al letto di lei, dove accoglie la fine nel suo profumo.

## Edizioni
- Giorgio Montefoschi, Il volto nascosto, Bompiani, Milano 1991